# Ripon
Ripon (/ rɪpən /) é uma cidade em North Yorkshire, Inglaterra. Situa-se na confluência de dois afluentes do rio Ure na forma do Laver e Skell. A cidade é conhecida pela  Catedral de Ripon, que é arquitetonicamente significativa. A cidade tem pouco mais de 1.300 anos de idade.